# Ischiopsopha kerleyi
Ischiopsopha kerleyi är en skalbaggsart som beskrevs av Allard 1995. Ischiopsopha kerleyi ingår i släktet Ischiopsopha och familjen Cetoniidae. Inga underarter finns listade i Catalogue of Life.